# 白川太郎 (健康増進行動学)
白川 太郎（しらかわ たろう、1955年6月18日 - ）は、日本の医師・医学者。

## 略歴
- 1983年 京都大学医学部卒業・医師免許取得。
- 1995年 大阪大学医学博士（論文）
- 2000年 京都大学大学院医学研究科社会健康医学系専攻健康要因学講座健康増進行動学教授
- 2003年 ベルツ賞1等賞受賞
- 2007年9月4日 川崎市麻生区に白川太郎クリニックを開院。

| スタブアイコン | サブスタブ | この項目は、まだ閲覧者の調べものの参照としては役立たない、人物に関連した書きかけの項目です。この項目を加筆・訂正などしてくださる協力者を求めています（P:人物伝/PJ:人物伝）。 |